# Hallenhockey-Europameisterschaft der Damen 2022
Die Hallenhockey-Europameisterschaft der Damen 2022 war die 21. Auflage der Hallenhockey-EM der Damen. Sie fand vom 7. bis 10. Dezember in der Sporthalle Hamburg in Hamburg statt, gemeinsam mit der Hallenhockey-Europameisterschaft der Herren. Sechs Mannschaften nahmen daran teil. Sieger wurde zum sechzehnten Mal in der Geschichte des Turniers die deutsche Nationalmannschaft, die im Endspiel die Niederlande mit 5:4 besiegte.

## Austragung

### Vergabe
Im September 2020 wurde die gemeinsame Austragung der Damen- und Herren-EM von der EHF nach Deutschland vergeben. Geplant war eine Austragung vom 12. bis 16. Januar 2022. Bei den Damen hätten acht Teams teilgenommen: Niederlande, Österreich, Russland, Tschechien,  Türkei, Ukraine sowie Titelverteidiger Belarus und Gastgeber Deutschland.

### COVID-19
Zum geplanten Termin vom 12. bis 16. Januar drohten Zuschauerbeschränkungen aufgrund von Maßnahmen gegen die COVID-19-Pandemie. Die Veranstalter gingen von einer Einschränkung auf nur noch 70 % der möglichen Zuschauer aus. Der Kartenvorverkauf, speziell für die Finaltage, sollte deshalb bereits vor Weihnachten gestoppt werden, neben weiteren Einschränkungen.
Am 22. Dezember 2021 verkündeten die Europäische Hockeyföderation und der Deutsche Hockeybund in einer gemeinsamen Erklärung die Verschiebung der EM.
Die Austragung der beiden Turniere (Damen und Herren) wurde schließlich vom 7. bis 11. Dezember nachgeholt. Zusätzlich zu der Option, bereits gekaufte Tickets zu nutzen, wurden nun auch die restlichen Tickets verkauft.

### Ausschluss von Russland und Belarus
Aufgrund des russischen Überfalls auf die Ukraine wurden sowohl Russland, als auch Belarus vom Turnier ausgeschlossen. Da es keine Nachrücker gab, nahmen nur sechs Teams teil. Der Turniermodus wurde entsprechend angepasst.

## Modus
Die sechs teilnehmenden Mannschaften spielten in einer gemeinsamen Gruppe jeder-gegen-jeden. Die zwei bestplatzierten Teams erreichten das Finale. Die Teams auf den Plätzen 3 und 4 spielten um Platz 3, die beiden letztplatzierten Teams um Platz 5.

## Vorrunde
Alle Zeiten in MEZ.

### Gruppe
| Rang | Land        | Spiele | Tore  | Differenz | Punkte |
| ---- | ----------- | ------ | ----- | --------- | ------ |
| 1    | Deutschland | 5      | 40:6  | +34       | 15     |
| 2    | Niederlande | 5      | 27:7  | +20       | 12     |
| 3    | Österreich  | 5      | 10:21 | −11       | 7      |
| 4    | Ukraine     | 5      | 17:32 | −15       | 7      |
| 5    | Tschechien  | 5      | 10:23 | −13       | 3      |
| 6    | Türkei      | 5      | 14:29 | −15       | 0      |

Legende: qualifiziert für das Finale, Teilnahme am Spiel um Platz 3, Teilnahme am Spiel um Platz 5
| Datum                  | Team 1      | Team 2      | Ergebnis |
| ---------------------- | ----------- | ----------- | -------- |
| 7. Dezember 2022 10:30 | Ukraine     | Tschechien  | 7:3      |
| 7. Dezember 2022 11:45 | Niederlande | Österreich  | 7:0      |
| 7. Dezember 2022 13:00 | Deutschland | Türkei      | 11:2     |
| 7. Dezember 2022 17:00 | Niederlande | Tschechien  | 3:0      |
| 7. Dezember 2022 18:15 | Türkei      | Ukraine     | 6:7      |
| 7. Dezember 2022 19:30 | Deutschland | Österreich  | 8:0      |
| 8. Dezember 2022 13:15 | Türkei      | Niederlande | 2:3      |
| 8. Dezember 2022 14:30 | Tschechien  | Österreich  | 2:3      |
| 8. Dezember 2022 15:45 | Ukraine     | Deutschland | 0:9      |
| 9. Dezember 2022 09:30 | Österreich  | Ukraine     | 2:2      |
| 9. Dezember 2022 10:45 | Tschechien  | Türkei      | 3:2      |
| 9. Dezember 2022 12:00 | Niederlande | Deutschland | 2:4      |
| 9. Dezember 2022 17:00 | Österreich  | Türkei      | 5:2      |
| 9. Dezember 2022 18:15 | Deutschland | Tschechien  | 8:2      |
| 9. Dezember 2022 19:30 | Ukraine     | Niederlande | 1:12     |

## Finalrunde

### Spiel um Platz 5
| Datum                   | Team 1     | Team 2 | Ergebnis |
| ----------------------- | ---------- | ------ | -------- |
| 10. Dezember 2022 12:45 | Tschechien | Türkei | 5:0      |

### Spiel um Platz 3
| Datum                   | Team 1     | Team 2  | Ergebnis |
| ----------------------- | ---------- | ------- | -------- |
| 10. Dezember 2022 14:10 | Österreich | Ukraine | 0:1      |

### Finale
| Datum                   | Team 1      | Team 2      | Ergebnis |
| ----------------------- | ----------- | ----------- | -------- |
| 10. Dezember 2022 15:35 | Deutschland | Niederlande | 5:4      |

## Platzierungen
| Pl. | Mannschaft  | |
| --- | ----------- | --- |
|     | Deutschland | Lisa Altenburg, Franzisca Hauke, Viktoria Huse, Nathalie Kubalski, Pia Maertens, Janne Müller-Wieland, Selin Oruz, Cécile Pieper, Anne Schröder, Sara Strauss, Mali Wichmann, Sonja Zimmermann |
|     | Niederlande | Alexandra Heerbaart, Gabrielle Mosch, Lieke van Wijk, Donja Zwinkels, Elin van Erk, Laura van Heugten, Noor de Baat, Mabel Brands, Tessa Clasener, Pam Imhof, Julia Remmerswaal, Anna de Geus  |
|     | Ukraine     | |
| 4   | Österreich  | |
| 5   | Tschechien  | |
| 6   | Türkei      | |

## Torschützinnen
| Pl. | Spielerin             | Tore |
| --- | --------------------- | ---- |
| 1   | Lisa Altenburg        | 14   |
| 2   | Pia Maertens          | 13   |
| 3   | Olha Honcharenko      | 7    |
| 4   | Lieke van Wijk        | 6    |
|     | Donja Zwinkels        | 6    |
|     | Perihan Çınar         | 6    |
| 7   | Noor de Baat          | 5    |
|     | Fatma Sangül Gültekin | 5    |
|     | Sara Strauss          | 5    |
|     | Sonja Zimmermann      | 5    |